# Антоніаццо Романо

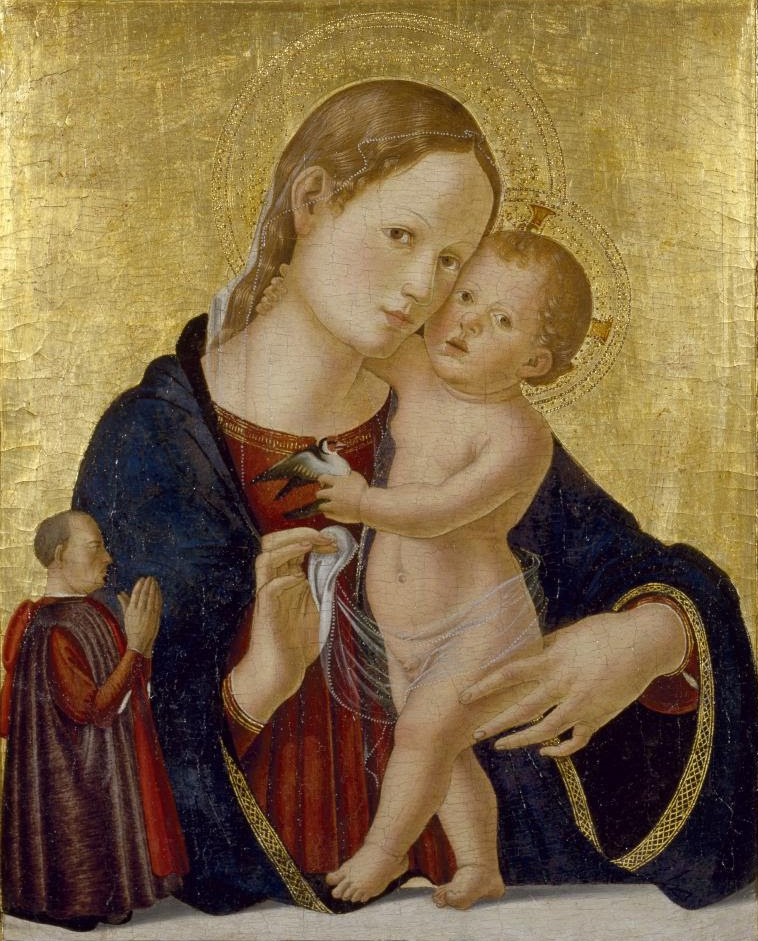
«Мадонна з немовлям і донатором», 1480, Музей образотворчих мистецтв, Х'юстон

Антоніа́ццо Рома́но (італ. Antoniazzo Romano), справжнє ім'я Анто́ніо ді Бенеде́тто де́льї А́квілі (італ. Antonio di Benedetto degli Aquili; 1430 — 1508, Рим) — італійський живописець.

## Біографія
Був учнем Беноццо Гоццолі. Його життя і творчий шлях тісно пов'язані з Римом, де він працював понад сорок років. Живописний стиль Романо, що сформувався у ці роки, несе в собі риси впливу майстрів урбінської школи, таких як Перуджино і Мелоццо да Форлі, а також флорентійських художників Доменіко Гірландайо і Фра Анджеліко.
Перша згадка про художника датується 1464 роком, коли йому було доручено розпис поховальної каплиці кардинала Віссаріона в церкві св. Апостолів, роботу над якою він завершив у 1467 році. Особливої уваги заслуговує центральна частина фрески із зображенням Богоматері, виконана за візантійськими зразками. В 1466 році Романо брав участь у розписі Палаццо Сан-Марко (нині Палаццо Венеція).
В період між 1475 і 1480 роками, у зв'язку зі зростанням культу Богородиці, який культивував папа Сікст IV, художник отримав велику кількість замовлень на виконання вівтарних образів Мадонни з немовлям. В 1478 році Романо був обраний головою Гільдії римських живописців.
Художник помер у Римі у 1508 році.